# 간성읍
간성읍(杆城邑)은 대한민국 강원특별자치도의 읍이다. 고성군의 군청 소재지이며, 교통의 중심지이다.
간성읍은 간성군청 소재지였는데, 1919년 5월 15일 간성군이 고성군으로 개칭되고 군청이 고성읍으로 이전하였다. 한국 전쟁의 결과 고성읍의 대부분이 비무장지대가 되면서 1954년부터 다시 간성읍에 고성군의 군청을 두게 되었다.

## 연혁
- 1914년 4월 1일 : 고성군이 간성군에 병합, 간성군청을 간성읍(당시 군내면)에 설치.[1][2]
- 1917년 10월 1일: 군내면을 간성면으로 개칭하였다.[3]
- 1919년 5월 15일 : 간성군을 고성군으로 개칭하고, 고성군청을 고성면으로 이전하였다.[4]
- 1945년 9월 2일 : 미국과 소련의 한반도 분할 점령으로 38도선 이북지역이 되었다.
- 1953년 7월 27일 : 한국전쟁의 결과, 대한민국이 수복하였다.
- 1954년 11월 17일 : 간성면에 대한 행정권이 회복되었다.[5]
- 1979년 5월 1일 : 간성면이 읍으로 승격하였다.[6]

## 행정 구역
| 법정리   | 한자명   | 행정리                                                        | 비고            |
| -------- | -------- | ------------------------------------------------------------- | --------------- |
| 하리     | 下里     | 하1리, 하2리                                                  | 읍사무소 소재지 |
| 간촌리   | 艮村里   | 간촌리                                                        |                 |
| 광산리   | 廣山里   | 광산1리, 광산2리, 광산3리, 광산4리                            |                 |
| 교동리   | 校洞里   | 교동리                                                        |                 |
| 금수리   | 金水里   | 금수리                                                        |                 |
| 동호리   | 東湖里   | 동호1리, 동호2리                                              |                 |
| 봉호리   | 蓬壺里   | 봉호리                                                        |                 |
| 상리     | 上里     | 상1리, 상2리                                                  |                 |
| 선유실리 | 仙遊室里 | -                                                             |                 |
| 신안리   | 新安里   | 신안1리, 신안2리, 신안3리, 신안4리, 신안5리, 신안6리, 신안7리 |                 |
| 어천리   | 魚川里   | 어천1리, 어천2리, 어천3리                                     |                 |
| 장신리   | 長新里   | 장신1리, 장신2리                                              |                 |
| 진부리   | 陳富里   | 진부리                                                        |                 |
| 탑동리   | 塔洞里   | 탑동1리, 탑동2리                                              |                 |
| 탑현리   | 塔峴里   | -                                                             | 거주 인구 없음  |
| 해상리   | 海上里   | 해상1리, 해상2리                                              |                 |
| 흘리     | 屹里     | 흘1리, 흘2리, 흘3리                                           |                 |

## 교육
- 간성초등학교
- 광산초등학교
- 광산초등학교 흘리분교
- 고성중학교
- 고성고등학교

## 주거
아파트
- 대한토지신탁 / 이랜드건설 간성 스위트엠 센트럴 (신안리) : 2021년 10월 입주예정.

## 관광
- 진부령 유원지
- 장신 유원지
- 장신리 소똥령마을
- 간성읍 탑동리마을
- 진부령미술관
- 마산봉

## 같이 보기
- 간성왕[8] - 고려 마지막왕 공양왕